# Sanko Manufacturing
Sanko Manufacturing (三光製作所) war ein japanischer Hersteller von Automobilen.

## Unternehmensgeschichte
Mitsuo Enomoto leitete das Unternehmen mit Sitz in Tokio. 1954 begann die Produktion von Automobilen. Der Markenname lautete Sanko. 1956 endete die Produktion und 1957 die Vermarktung. Insgesamt entstanden etwa 30 Fahrzeuge.

## Fahrzeuge
Im Angebot standen Kleinstwagen der Kei-Car-Klasse. Im ersten Jahr gab es Prototypen mit dem Namen Tellyan, auch mit Teruyan übersetzt. Sie hatten einen Vierzylinder-Frontmotor mit 360 cm³ Hubraum, 13,6 PS Leistung, ein Dreiganggetriebe und Antrieb auf die Hinterräder.
Das Serienmodell hieß Tellyan SK-36. Die Daten entsprachen den Prototypen. Das Fahrzeug hatte 171,5 cm Radstand und war 295 cm lang. Zur Wahl standen Roadster Utility, Cabriolet Utility, Coupé Utility und Van (Kastenwagen), die allesamt auch für Nutzzwecke verwendet werden konnten.